# Виноробний ландшафт острова Піку
Виноробний ландшафт острова Піку — об'єкт Світової спадщини ЮНЕСКО на острові Піку.
Виноградник розділений на ділянки (куррайш), захищені стінами (паредеш, муриньюш). Стіни побудовані з базальтових блоків, які були вивітрені, розбиті та складені без розчину. Виноградарство бере свій початок з 15 століття.

## Галерея

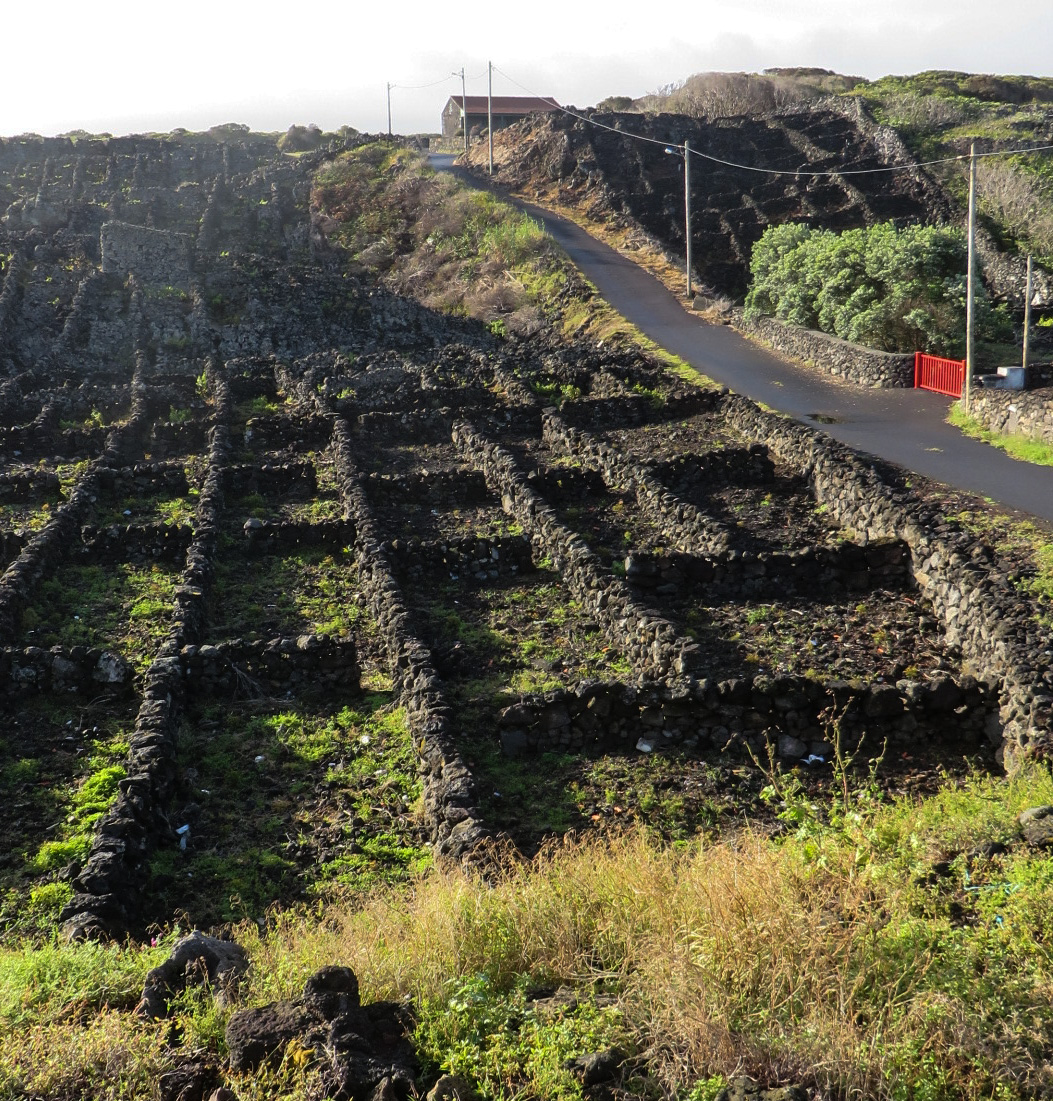
Типові захисні стіни та будинок виноробні з базальтових каменів на заході острова Піку
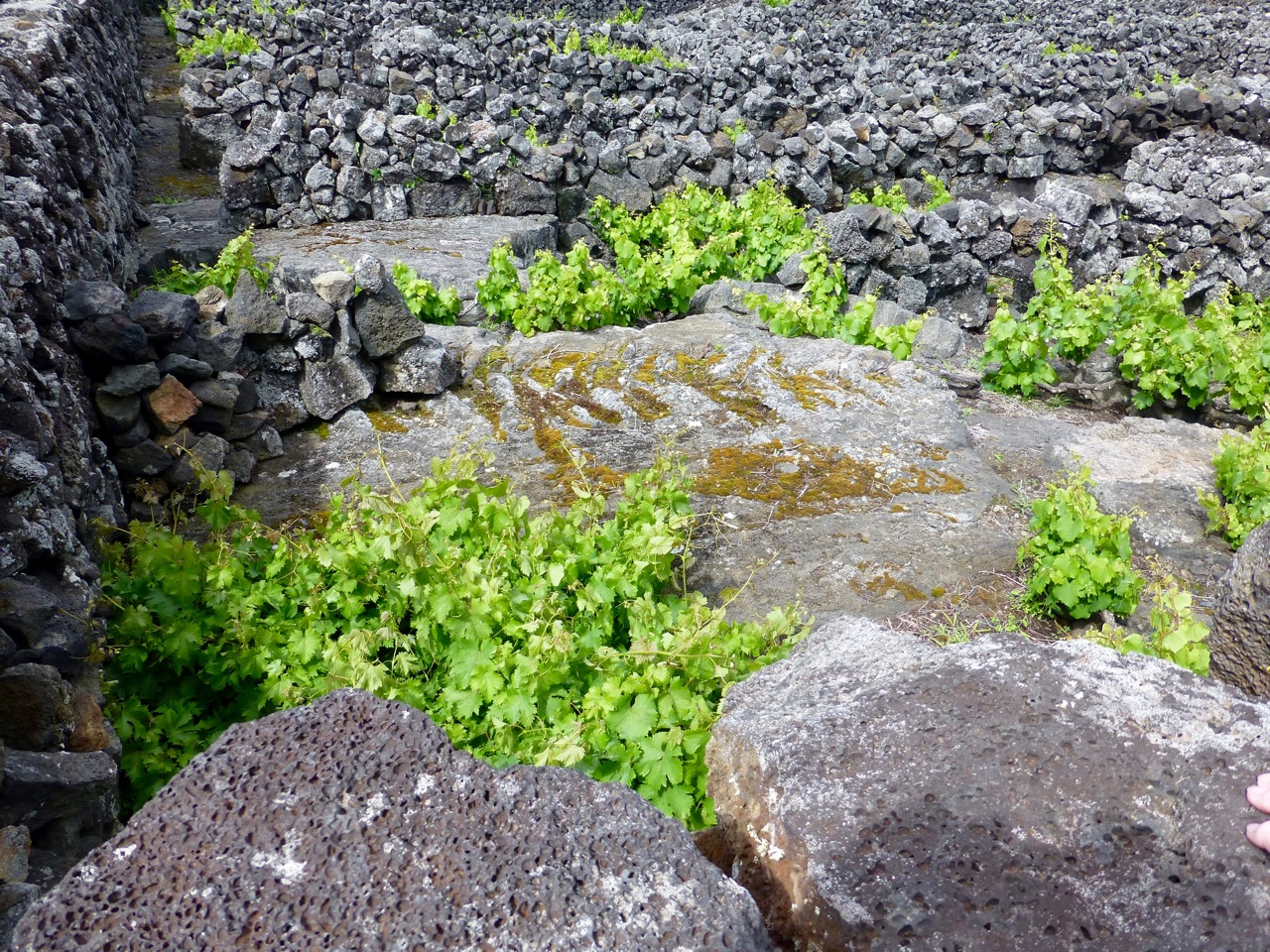
Виноградні лози, висаджені на базальтовій землі поблизу Мадалени, острова Піку, Азорські острови
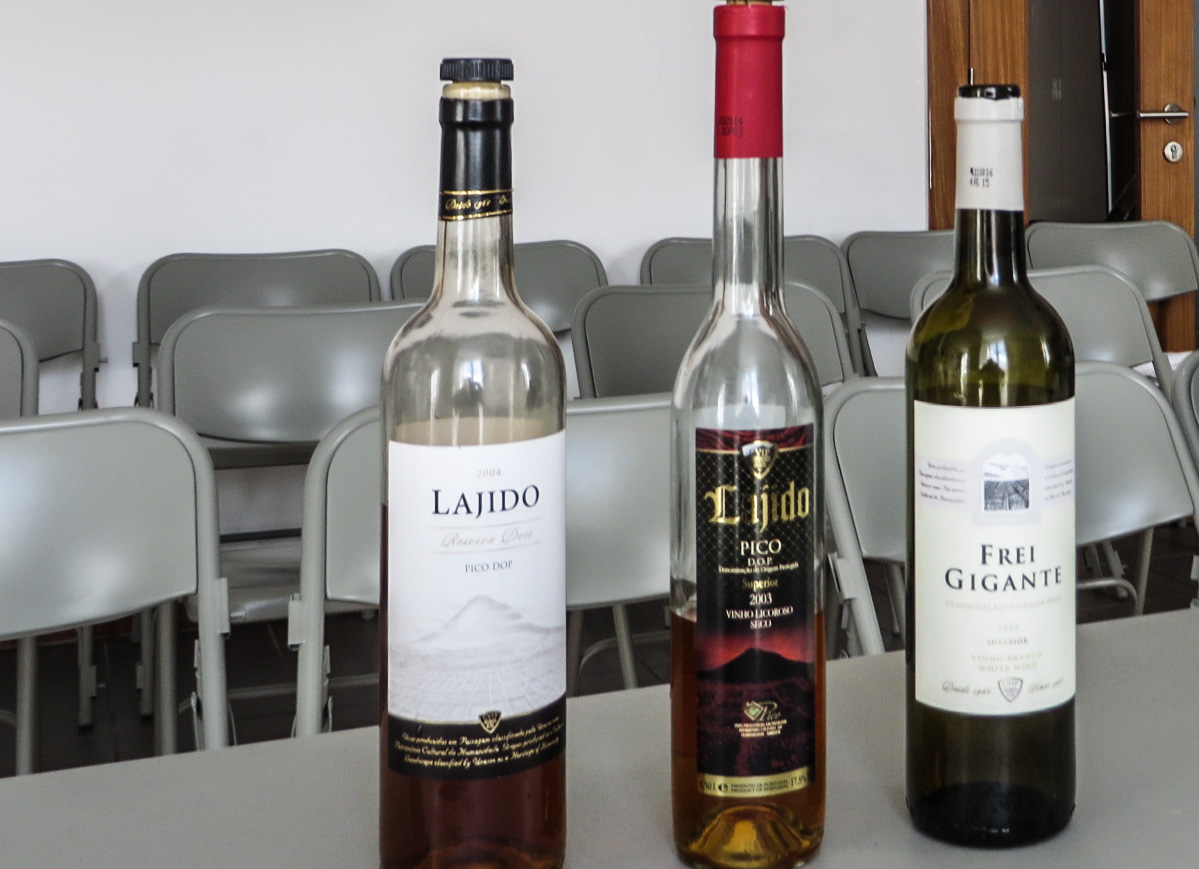
Вина з острова Піку
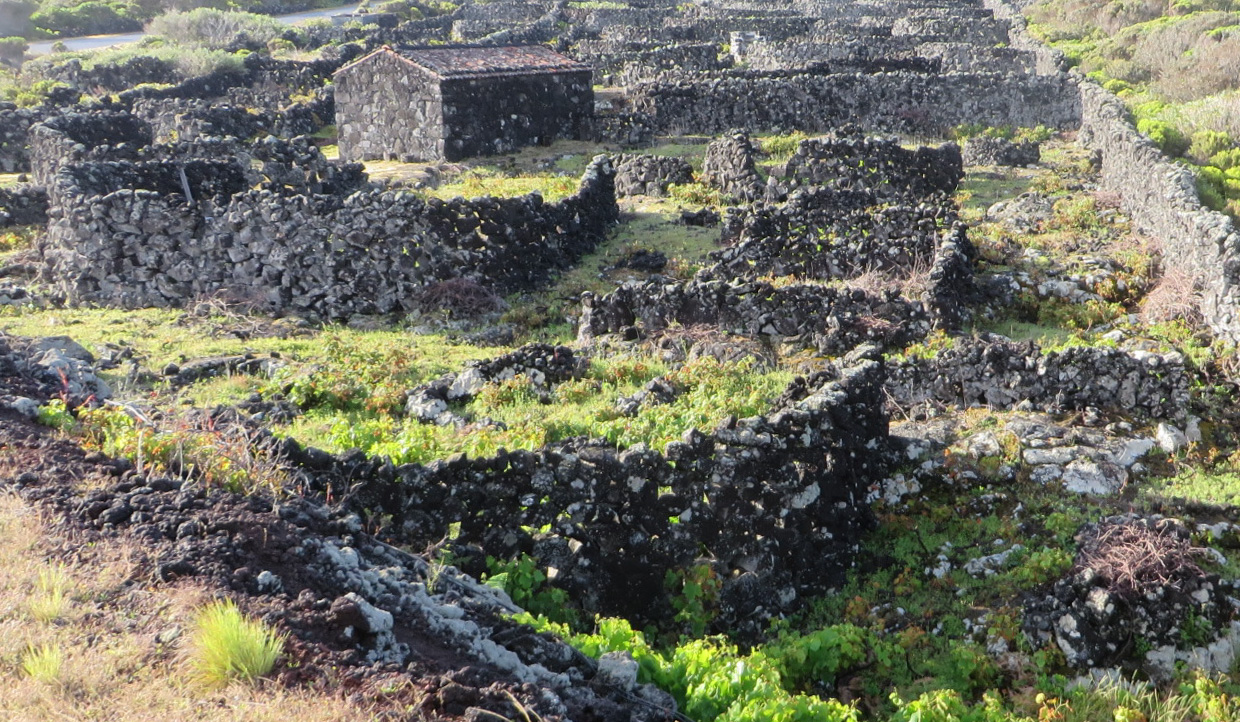
Виноробня і стіни навколо
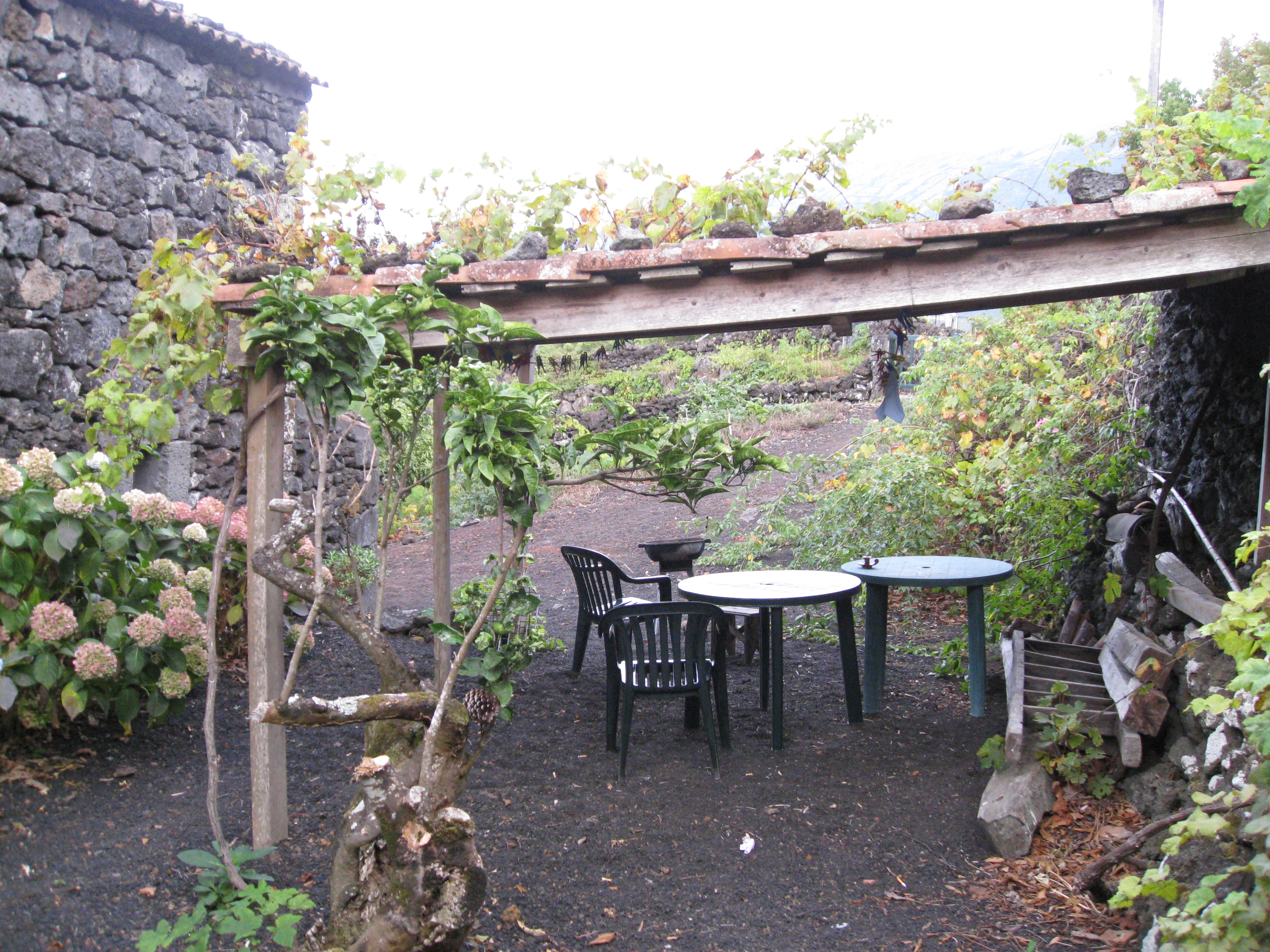
Всередині виноробні